# Barnaba (Tiris)
Barnaba, imię świeckie Markos Tiris (ur. 1958 w Diawata) – grecki duchowny prawosławny, od 2004 metropolita Neapolis i Stawropolis.

## Życiorys
Ukończył studia teologiczne na Uniwersytecie Arystotelesa w Salonikach. Święcenia diakonatu i prezbiteratu przyjął w 1984. Chirotonię biskupią otrzymał 10 października 2004. W czerwcu 2016 r. uczestniczył w Soborze Wszechprawosławnym na Krecie.